# Polur
Polur es una ciudad y nagar Panchayat situada en el distrito de Tiruvannamalai en el estado de Tamil Nadu (India). Su población es de 28123  habitantes (2011). Se encuentra a 35 km de Tiruvannamalai y a 50 km de Vellore.

## Demografía
Según el censo de 2011 la población de Polur era de 28123 habitantes, de los cuales 13862 eran hombres y 14261 eran mujeres. Polur tiene una tasa media de alfabetización del 82,87%, superior a la media estatal del 80,09%: la alfabetización masculina es del 90,12%, y la alfabetización femenina del 75,91%.